# Diego Murillo Bejarano
 Diego Fernando Murillo Bejarano, connu sous les pseudonymes de Don Berna ou Adolfo Paz est un narcotrafiquant et paramilitaire colombien. Il est né le 23 février 1961 à Tuluá (Colombie).
Murillo Bejarano a mené ses activités criminelles principalement à Medellín, menant dès sa jeunesse une vie associée à la criminalité, à commencer par son passage dans la guérilla de l'Armée populaire de libération (Colombie) (EPL), pour ensuite se mettre au service du Cartel de Medellín, devenant par la suite le chef du groupe de sicaires connu sous le nom de La Terraza, au service du Cartel de Medellín. Bien que Don Berna ne fût pas un membre direct du Cartel de Medellín, il en était un membre indirect ou un intermédiaire, car lorsqu'il traitait avec Pablo Escobar et concluait des affaires, il le faisait par l'intermédiaire de son mentor et chef Fernando Galeano Berrío 'El Negro Galeano' et son autre associé, Gerardo 'Kiko' Moncada, en particulier Fernando Galeano Berrío, qui était l’un des plus grands associés de Pablo Escobar, avec qui il avait négocié depuis les débuts dans le narcotrafic et dans le Cartel. Ensuite, avec son groupe criminel, Don Berna a organisé avec d'autres bandes criminelles de Medellín une association criminelle connue sous le nom de Oficina de Envigado, dont il est devenu le chef, puis a intégré, avec ce groupe, les Autodefensas Unidas de Colombia (AUC), devenant l’un des principaux porte-parole de ce groupe paramilitaire.
Alias Don Berna s’est démobilisé avec les AUC dans le cadre du processus de paix engagé par ce groupe avec le gouvernement, et il se trouvait emprisonné dans la prison de Cómbita, dans le département de Boyacá, prison à laquelle il a été transféré après qu’on ait trouvé des indices montrant que l’ex-chef paramilitaire continuait ses activités criminelles depuis la prison d’Itagüí. 'Don Berna', avec Salvatore Mancuso Gómez (3ᵉ chef en commandement des AUC) et d’autres narcoparamilitaires démobilisés, a été extradé par le Gouvernement colombien le 13 mai 2008 vers les États-Unis. Sa peine prendra fin en 2040.

## Biographie

### Liaison avec l’EPL
On connaît les activités criminelles de Murillo Bejarano depuis qu’il était lié à la guérilla de l’Armée Populaire de Libération à la fin des années 1970, et comment il a ensuite été associé à l’extermination d’un groupe dissident de cette guérilla connu sous le nom d’Estrella Roja,.

### Narcotrafic
Plus tard, il devient garde du corps de Fernando El Negro Galeano Berrio, narcotrafiquant du Cartel de Medellín (1976-1993) puisqu’il était associé à Pablo Escobar et dominait la région d’Itagüí. Escobar ordonne d’assassiner Galeano en juillet 1992, lorsque celui-ci lui rend visite en prison à La Catedral. Don Berna n’assiste pas à ce rendez-vous, car il accompagnait la sœur de Galeano. C’est ainsi que furent créés Los Pepes (les Persécutés par Pablo Escobar), et Don Berna en devient l’un des chefs après l’assassinat de son patron. Il fut également l’un des principaux collaborateurs de la police et de la Drug Enforcement Administration (DEA) pour localiser Pablo Escobar.
Après la mort d’Escobar en décembre 1993, Don Berna devient le narcotrafiquant le plus important de Medellín, avec pour bras armé le gang connu sous le nom de La Terraza.
Il est accusé par les autorités nord-américaines de crimes fédéraux liés au trafic de drogue et au blanchiment d’argent après le 17 décembre 1997. Des accusations qu’il reconnaît devant un juge des États-Unis 35 jours après son extradition vers ce pays.

### Narcoparamilitarisme
Le ministère public a indiqué que le Gouvernement des États-Unis détient des informations selon lesquelles M. Murillo Bejarano, en tant que chef des
Autodefensas Unidas de Colombia, « dirige les activités de trafic de drogue des AUC, y compris toutes les opérations de contrebande de cocaïne de ce groupe ainsi que ses opérations financières ». De plus, ils disposent de preuves indiquant que Don Berna recevait des honoraires pour chaque cargaison de drogue qui « transite par le territoire qu’il contrôle et qui est exportée vers les États-Unis ».

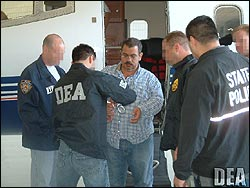
"Don Berna" extradé le 13 mai 2008 vers les États-Unis

Les archives de Don Berna révèlent que, malgré l’éloignement, il n’a pas perdu le contrôle de la commune nord-est de Medellín, où il arriva en juillet 2002 pour affronter la guérilla. À cette époque, les milices des FARC et de l’ELN contrôlaient environ 600 quartiers où ils avaient instauré la loi de la terreur. Don Berna et un homme connu sous le nom d’Orión créèrent alors le Bloque Cacique Nutibara (BCN), une organisation de plus de 4000 hommes armés et bien rémunérés qui, en quelques mois, éradiqua les foyers subversifs en semant une terreur comparable, voire pire.
Entre 2002 et 2003 eurent lieu de sérieux affrontements entre le Bloque Metro et le Cacique Nutibara, tous deux appartenant aux Autodefensas Campesinas de Córdoba y Urabá (ACCU), dont le chef était Carlos Castaño. Dans plusieurs quartiers de Medellín, ils tentèrent d’anéantir, entre autres, le fils de Don Berna.
Le conflit se conclut par la victoire politique et militaire du BCN, l’anéantissement du Bloque Metro, et l’absorption de ce dernier ainsi que d’autres groupes armés opérant dans la zone par le Bloque Cacique Nutibara. En 2004, furent assassinés tant Carlos Castaño, chef des Autodefensas Unidas de Colombia, que le chef du Bloque Metro, alias Doble Cero.
Ce processus de prise de contrôle des structures paramilitaires fut facilité après la réalisation de l'Opération Orion, menée par l’Armée et la Police avec plus de 2000 effectifs. Elle consistait à expulser les groupes subversifs de la Comuna 13 de Medellín. Le secteur fut rapidement occupé par les paramilitaires en raison de l’absence d’autorité dans le territoire, et de nombreux civils furent assassinés par ces derniers, accusés d’appartenir à la guérilla.
Le 25 novembre 2003, 855 membres du groupe paramilitaire Bloque Cacique Nutibara se démobilisèrent dans la ville de Medellín, lors d’un acte « public » diffusé à la télévision.
Des mois plus tard, l’ambassadeur des États-Unis en Colombie William Braucher Wood déclara : « Depuis le 27 avril 2004, le gouvernement a déclaré et confirmé à plusieurs reprises que l’extradition n’est pas un sujet de négociation avec les paramilitaires, il ne peut donc y avoir d’empêchement à l’extradition de Don Berna pour les graves crimes dont il est accusé. Nous exhortons le gouvernement à traiter cette affaire de manière plus expéditive afin qu’il puisse être extradé », conclut-il.
Il fut plus tard accusé par ses collaborateurs d’être l’auteur intellectuel de l’assassinat du député de Córdoba Orlando Benítez, survenu le 10 avril 2005, alors qu’il se trouvait déjà à Ralito, dans la zone de localisation.
La fuite de Murillo mit en péril les négociations de démobilisation des AUC, raison pour laquelle l’état-major de cette organisation envoya des messages affirmant que la fuite de Don Berna n’affectait pas leur intention de se démobiliser. Finalement, la crise qui menaçait de faire échouer le processus fut résolue le vendredi 27 mai 2005, lorsque Ernesto Báez, porte-parole politique de l’organisation, proposa une issue à l’impasse.

### Incarcération
En conséquence, Don Berna fut détenu dans une ferme près de Ralito, sous surveillance de la Force publique et sous l’ordre du parquet.
Le 27 décembre 2007, l’ambassade indiqua : « Nous considérons que l’incarcération de Don Berna dans la prison de haute sécurité de Cómbita est une étape importante et courageuse. Le passé de Don Berna a démontré non seulement un mépris total pour les lois d’une société digne, mais aussi pour le processus de paix lui-même. Ce transfert montre que, bien que ceux qui adhèrent à la Loi Justice et paix reçoivent tous les bénéfices de cette loi, leurs activités criminelles seront traitées comme telles. » 
En fait, Murillo, qui était détenu dans l’annexe 2 de la prison de haute sécurité d’Itagüí depuis octobre 2005, perdit en visibilité lors de la dernière crise du processus de paix avec les Autodéfenses, survenue après la décision de la Cour constitutionnelle (Colombie) concernant la Loi Justice et Paix.
En août 2007, des enquêtes révélèrent que Berna continuait à commettre des délits depuis la prison d’Itagüí, ce pourquoi il fut transféré à la prison de haute sécurité de Cómbita avec alias Macaco, d’où il pouvait être extradé.

### Extradition vers les États-Unis
Début février 2007, un groupe de guérilleros emprisonnés des FARC à Bogotá publia une déclaration affirmant que la bande de Los Triana, un groupe de dangereux délinquants désormais recrutés par Don Berna, préparait un plan pour assassiner le dirigeant des FARC emprisonné à La Dorada, Rodrigo Granda Escobar. Le complot criminel visait également d’autres prisonniers détenus là-bas, ainsi que leurs familles.
Le 13 mai 2008, il fut extradé vers les États-Unis avec 13 autres chefs paramilitaires. Il est dit que sa peine pourrait aller de 27 à 33 ans de prison. Les raisons, selon le gouvernement colombien, sont que Don Berna et les autres chefs paramilitaires n’ont pas respecté les accords établis par la Loi Justice et paix, car ils n’ont pas dit la vérité sur leurs actes et n’ont pas réparé leurs victimes.

## Dans la culture populaire
- Son personnage est interprété par Mauricio Cujar dans la série Netflix Narcos.
- Dans la série télévisée Pablo Escobar, le patron du mal, il est incarné par l’acteur colombien Beto Arango sous le nom de Libardo Aldana Morón « Don Libardo ».
- Dans la série télévisée Tres Caínes, il est interprété par Carlos Velásquez sous le nom de personnage 'Don Serna'.